# Вільчина
Вільчина (пол. Wilczyna) — село в Польщі, у гміні Душники Шамотульського повіту Великопольського воєводства.
Населення — 372 особи (2011).
У 1975-1998 роках село належало до Познанського воєводства.

## Демографія
Демографічна структура станом на 31 березня 2011 року:
|          | Загалом | Допрацездатний вік | Працездатний вік | Постпрацездатний вік |
| -------- | ------- | ------------------ | ---------------- | -------------------- |
| Чоловіки | 191     | 42                 | 133              | 16                   |
| Жінки    | 181     | 29                 | 115              | 37                   |
| Разом    | 372     | 71                 | 248              | 53                   |